# Stefan Biedrzycki

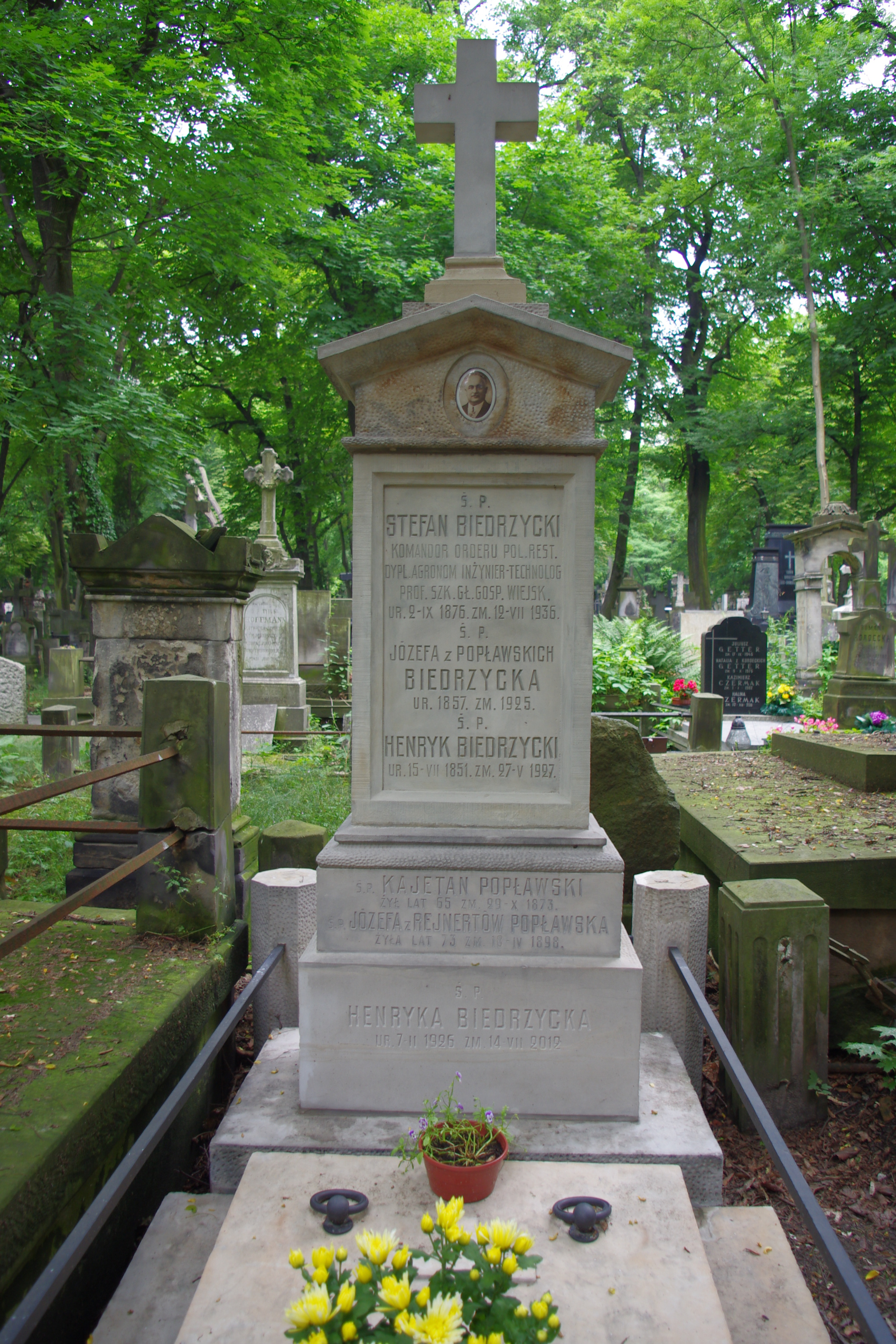
Grób agronoma Stefana Biedrzyckiego na cmentarzu Powązkowskim w Warszawie

Stefan Biedrzycki (ur. 2 września 1876, zm. 12 lipca 1936)  – agronom, inżynier mechanik, encyklopedysta, profesor SGGW (dwukrotnie rektor tej uczelni) i Politechniki Warszawskiej, od 1921 dziekan Wydziału Ogrodniczego SGGW. 
Pochowany na cmentarzu Powązkowskim w Warszawie (kwatera 30 wprost-1-26).
W 1911 r. rozpoczął zbierać kijanki, o których napisał artykuł naukowy.

## Publikacje
Był popularyzatorem maszynoznawstwa oraz mechaniki rolnictwa, autorem wielu prac naukowych i podręczników. Był również encyklopedystą, edytorem Praktycznej encyklopedii gospodarstwa wiejskiego. Napisał w ramach tego cyklu encyklopedycznego następujące tomy:
- nr 1, Ciągówka: wybór i zastosowanie w gospodarstwie wiejskiem, Stefan Biedrzycki, 62 strony, 24 ryciny, fotografie, przedmowa, Warszawa 1921[3] ,
- nr 6, Uprawa odłogów,
- nr 43-45, Maszyny i narzędzia służące do uprawy roli: (maszynoznawstwa t. 2), Stefan Biedrzycki, ilustracje, Warszawa 1923[4] ,
- nr 52-55, Maszyny i narzędzia do sprzętu ziemiopłodów : (maszynoznawstwa tom 5), Stefan Biedrzycki, 229 stron, ilustracje, Warszawa 1923[4] ,

## Odznaczenia
- Krzyż Komandorski Orderu Odrodzenia Polski (2 maja 1923)[5]